# 모리 모토아키 (아사 모리가)
모리 모토아키(일본어: 毛利 元秋, もうり もとあき)는 아키의 센고쿠 다이묘 모리 모토나리의 5남이다. 어머니는 미요시 가문 출신이다. 관직은 교부노타이후(刑部大輔).
- 출생 : 덴분 21년(1552년)
- 사망 : 덴쇼 13년 음력 5월 3일(1585년 5월 31일)

스오 국인인 스기모리 다카야스의 양자가 되어, 스기모리 모토아키라 칭했다. 하지만 이후 이연(離縁)해 모리 성(毛利姓)으로 복성했다.
1570년 갓산토다 성주가 되어 요리키(与力)로서 아마노 다카시게를 곁에 두었다. 이때 스스로 도다 모토아키라 칭했다고도 한다.
1585년 갓산토다 성에서 병으로 죽는다. 영지는 동복동생인 스에쓰구 모토야스가 이었다.
| 전임 모리 모토나리 | 제1대 아사 모리 가문 당주 ? ~ 1585년 | 후임 스에쓰구 모토야스 |